# Merle Spellerberg

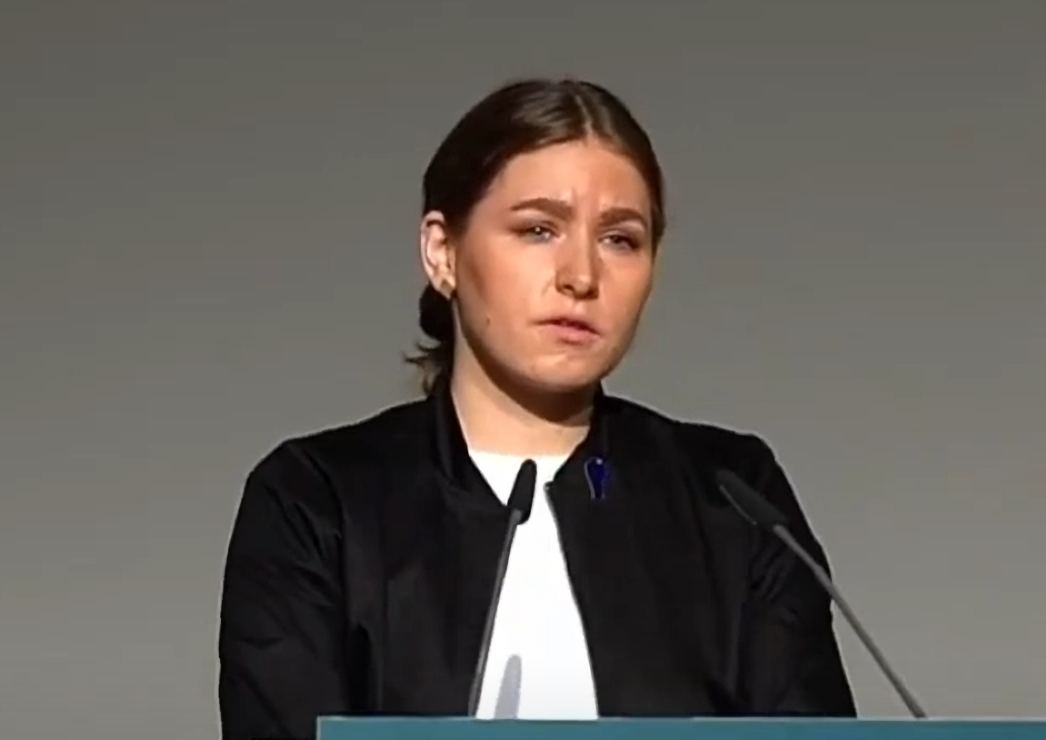
Merle Spellerberg (2021)

Merle Spellerberg (* 13. November 1996 in Höxter) ist eine deutsche Außen- und Sicherheitspolitikerin und war Mitglied des 20. Deutschen Bundestages für Bündnis 90/Die Grünen. Ihr Wahlkreis ist Dresden II – Bautzen II.

## Leben
Spellerberg machte 2016 ihr Abitur am König-Wilhelm-Gymnasium Höxter. Anschließend absolvierte sie mit weltwärts und dem Diakonischen Werk Württemberg einen einjährigen Freiwilligendienst in Israel. Vor ihrem Einzug in den Bundestag studierte sie Internationale Beziehungen an der Technischen Universität Dresden und der Copenhagen Business School.
Spellerberg ist verheiratet und hat ein Kind. Mit ihrer Familie lebt sie in Dresden und Berlin.

## Politik
2017 trat Spellerberg den Bündnis 90/Die Grünen bei und engagierte sich zunächst in der Grünen Jugend. So war sie von 2019 bis 2021 Landessprecherin der Grünen Jugend Sachsen. 2019 bis 2021 war sie Delegierte zum Rat der Europäischen Grünen Partei und 2020 bis 2022 Delegierte im Bundesfrauenrat von Bündnis 90/Die Grünen.
Sie kandidierte zur Bundestagswahl 2021 auf Listenplatz 3 der sächsischen Grünen und schaffte den Einzug in den 20. Deutschen Bundestag.
In der 20. Legislaturperiode war Spellerberg ordentliches Mitglied im Auswärtigen Ausschuss und im Verteidigungsausschuss sowie Obfrau im Unterausschuss für Abrüstung, Rüstungskontrolle und Nichtverbreitung. Darüber hinaus war sie stellvertretendes Mitglied der Enquete-Kommission „Lehren aus Afghanistan für das künftige vernetzte Engagement Deutschlands“. Als Berichterstatterin arbeitete sie zur NATO, zu Osteuropa und dem Südkaukasus sowie dem Themenkomplex Abrüstung als auch zu den Personalversorgungs- und Fürsorgethemen der Bundeswehr. In diesem Rahmen war Spellerberg maßgeblich an Verbesserungen der Fürsorge für Einsatzveteranen und Einsatzveteraninnen der Bundeswehr beteiligt. Weiterhin ist sie aktives Mitglied der Parlamentarians for the TPNW, einer internationalen Gruppe von Abgeordneten, die sich für die Stärkung des Atomwaffenverbotsvertrages einsetzt, und hat für ihre Fraktion an verschiedenen Vertragsstaatenkonferenzen im Bereich Abrüstung teilgenommen. Sie ist zudem ordentliches Mitglied in der Parlamentarischen Versammlung der NATO und hat dort an der Gründung einer grünen Fraktion mitgewirkt.
In Sachsen hat sie neben dem gemeinsamen Wahlkreisbüro mit dem Landtagsabgeordneten Valentin Lippmann in der Dresdner Neustadt ein grünes Büro in Kamenz für den Landkreis Bautzen eröffnet.
Innerhalb des Landesverbandes Bündnis 90/Die Grünen Sachsen trug sie durch einen gemeinsamen Antrag mit der Staatssekretärin a. D. Gesine Märtens zum Strukturwandel in der Lausitz und dem Thema Feminismus zur Positionierung ihrer Partei in diesem Bereich bei.
Bei der Bundestagswahl 2025 kandidierte Spellerberg erneut für den Bundestagswahlkreis Dresden II – Bautzen II. Sie gewann dort 11,4 Prozent der Erststimmen und verpasste den erneuten Einzug in den 21. Deutschen Bundestag.